# Озджан Деніз
Озджан Деніз (тур. Özcan Deniz; нар. 19 травня 1972) — турецький актор, співак, композитор, письменник і режисер.

## Життя
Його сім'я курдського походження. Озджан Деніз родом з Анкари, але виріс у Айдині. Він почав виступати в старших класах у театральних п'єсах, які писав сам і відвідував місцеві аматорські театральні клуби. Перший оркестровий твір виконав у 1985 році в Айдині. У 1988 році він переїхав до Стамбула, а в 1998 році до Німеччини, щоб продовжити музичну кар'єру. Його виявила група продюсерів у Мюнхені, Німеччина. Дебютний альбом Деніза Ağlattın Beni вийшов у 1992 році. З альбомом Meleğim, що вийшов у 1993 році, він став відомим. У 1994 році він випустив свій альбом Beyaz Kelebeğim. У 1994 році він виступав у фільмі «Ona Sevdiğimi Söyle» (режисер Мемдух Ун).
Після військової служби (у 1995), він випустив ще один альбом під назвою Yalan mı в 1997 році і в тому ж році почав зніматися в серіалі Yalan mı . У 1999 році він знявся в іншому телесеріалі під назвою Aşkın Dağlarda Gezer, який він теж написав. У 2002 році він відіграв головну роль у дуже популярному серіалі Асмалі Конак . Деніз як режисер, так і автор сценарію до фільму Ya Sonra? у 2011 р.
Має власний Ютуб канал. Зі 120 тисячами підписників і мільйонами переглядів.

## Дискографія

### Альбоми
- Yine Ağlattın Beni (1992, Prestij Müzik)
- Hadi Hadi Meleğim (1993, Prestij Müzik)
- Beyaz Kelebeğim (1994, Prestij Müzik)
- Yalan Mı? (1997, Prestij Müzik)
- Çoban Yıldızı (1998, Prestij Müzik)
- Aslan Gibi (2000, Prestij Müzik)
- Leyla (2002, Popüler Müzik)
- Ses ve Ayrılık (2004, Deniz-Spotek Production)
- Hediye (2007, Doğan Music Company)
- Sevdazede (2009, Avrupa Müzik)
- Bi Düşün (2012, Poll Production)

## Фільмографія
| Фільми               | Фільми                                 | Фільми             |
| Рік                  | Назва                                  | Роль               |
| -------------------- | -------------------------------------- | ------------------ |
| 1994 рік             | Ona Sevdiğimi Söyle                    |                    |
| 1996 рік             | Yer Çekimli Aşklar                     | Джемал             |
| 2002 рік             | Kolay Para                             | Джевхер Йилдиз     |
| 2003 рік             | O Şimdi Asker                          | Юзбаши Волкан      |
| 2003 рік             | Asmalı Konak: Hayat                    | Сеймен Карадав     |
| 2004 рік             | Neredesin Firuze?                      | Ферхат Джан        |
| 2006 рік             | Keloğlan Kara Prens'e Karşı            | Кара Пренс         |
| 2008 рік             | Sarıkamış Beyaz Hüzün                  | Теймен Фаік        |
| 2008 рік             | Mevlana Celaleddin-i Rumi: Aşkın Dansı | Челебі Хюсаметтін  |
| 2011 рік             | Ya Sonra?                              | Адем               |
| 2012 рік             | Araf                                   | Махур              |
| 2012 рік             | Ти — мій дім                           | Іскендер           |
| 2013 рік             | Su ve Ateş                             | Хашмет             |
| 2015 рік             | Sevimli Tehlikeli                      | Режисер-письменник |
| 2016 рік             | Her Şey Aşktan                         | Медіум Кадо        |
| 2016 рік             | İkinci Şans                            | Джемал             |
| 2017 рік             | Öteki Taraf                            | Четін              |
| серіал               |                                        |                    |
| Рік                  | Назва                                  | Роль               |
| 1997 рік             | Yalan                                  | Хасан              |
| 1999 рік             | Aşkın Dağlarda Gezer                   | Зал                |
| 2002–2003            | Asmalı Konak                           | Сеймен Карадаг     |
| 2004–2006            | Haziran Gecesi                         | Баран Айдин        |
| 2007 рік             | Kader                                  | Алі Асялі          |
| 2008 рік             | Aşk Yakar                              | Мустафа            |
| 2010 рік             | Samanyolu                              | Неят               |
| 2012 рік             | Bir Zamanlar Osmanlı: Kıyam            | Серхат             |
| 2013–2014            | Чорна троянда                          | Мурат Шамверді     |
| 2014–2015            | Кохання проти долі                     | Кахраман Єрухан    |
| 2017–2019            | Наречена зі Стамбула                   | Фарук Боран        |
| 2021                 | Seni Çok Bekledim                      | Кадір              |
| 2023                 | Червоні бутони                         | Левент Алканли     |
| Телевізійні програми |                                        |                    |
| Рік                  | Назва                                  | Канал              |
| 1998 рік             | Деніз Шоу                              | Star TV            |
| 2007 рік             | Ікі Ренк                               | TRT 1              |